# 2016年美國聯盟外卡晉級賽
2016年美國聯盟外卡晉級賽（2016 American League Wild Card Game），是由東區冠軍、中區冠軍、西區冠軍以外之球隊進行的排名比賽。勝率前兩名的球隊能夠獲得外卡資格，兩隊將會進行一場比賽，獲勝的球隊可以晉級美國聯盟分區賽。其中兩隊勝率較高的球隊獲得主場優勢，當兩隊的勝率相同時，則以兩隊球季比賽獲得優勢的球隊擁有主場優勢。比賽時間於美國時間10月4日晚上8點開始。
巴爾的摩金鶯和多倫多藍鳥皆為89勝73敗，根據大聯盟的突破僵局制，由藍鳥獲得主場優勢。金鶯先發投手為克里斯·提爾曼，藍鳥先發投手為馬可仕·史卓曼。

## 比賽結果
羅傑斯中心球場，加拿大，多倫多
| 巴爾的摩金鶯 | 0 | 0 | 0 | 2 | 0 | 0 | 0 | 0 | 0 | 0 | 0 | 2 | 4 | 0 |
| 多倫多藍鳥 | 0 | 1 | 0 | 0 | 1 | 0 | 0 | 0 | 0 | 0 | 3 | 5 | 9 | 0 |
| 勝投： 弗朗西斯科·利瑞安諾 (1–0) 敗投： 烏瓦爾多·希門尼斯 (0–1) 全壘打： 金鶯：馬克·川柏 (4上,2分) 藍鳥：荷西·包提斯塔 (2下,1分)、埃德溫·恩卡納西翁 (11下,3分) |   |   |   |   |   |   |   |   |   |   |   |   |   |   |

### 比賽經過
兩隊皆派出各自的開幕戰先發投手：Tillman和Stroman掛帥先發。
「包大爺」荷西·包提斯塔在2局下便擊出了該系列賽首安，也是一支全壘打，助球隊先馳得點。4局上，馬克·川柏擊出兩分砲超前比數。5局下，Ezequiel Carrera在一出局，二三壘有人情況下擊出安打送回追平分。
7局下，左外野手金賢洙在接殺飛球時，差點被球迷丟下的瓶子砸中頭部，事後警方查出是由Kenneth Pagan，一位來自安大略省哈密爾頓的41歲球迷所為。此外，Roberto Osuna在第10局因肩膀不適而離場。
11局下，金鶯不派出終結者查克·布里頓，反而派出烏瓦爾多·希門尼斯救援，結果被埃德溫·恩卡納西翁擊出再見3分砲。藍鳥連2年在季後賽和遊騎兵碰頭。
埃德溫·恩卡納西翁成為繼1960年Bill Mazeroski、1976年Chris Chambliss、2003年Aaron Boone後，第4位在系列賽關鍵戰擊出再見全壘打的選手。